# Duhort-Bachen
Duhort-Bachen è un comune francese di 638 abitanti situato nel dipartimento delle Landes nella regione della Nuova Aquitania.

## Società

### Evoluzione demografica
Abitanti censiti